# Charles-François-Joseph Pisani de La Gaude
Charles-François-Joseph Pisani de La Gaude (Aix-en-Provence, 4 marzo 1743 – Namur, 23 febbraio 1826) è stato un vescovo cattolico francese.
È stato vescovo di Vence e successivamente vescovo di Namur.

## Biografia
Charles-François-Joseph Pisani de La Gaude nacque il 4 marzo 1743 ad Aix e apparteneva alla nobile famiglia Pisani, trasferitasi dalla Toscana in Provenza nel Quattrocento.
Studiò diritto e a 21 anni divenne avvocato presso la Corte dei conti del Parlamento di Aix, ruolo già ricoperto da suo padre Joseph-César. In seguito maturò la decisione di entrare nello stato ecclesiastico.
Ricevette la tonsura il 21 novembre 1773, il suddiaconato il 26 febbraio 1774, il diaconato il 19 marzo 1774 e il presbiterato il 28 maggio 1774. Fu nominato vicario generale della diocesi di Saint-Paul-Trois-Châteaux sotto l'episcopato di suo zio Pierre-François-Xavier de Reboul de Lambert. 
Fu nominato vescovo di Vence il 15 dicembre 1783 e ricevette la consacrazione episcopale l'8 febbraio dell'anno successivo.
Allo scoppio della Rivoluzione francese Pisani de La Gaude emigrò all'estero: soggiornò a Nizza, Roma, Venezia, Pesaro. Rientrò in patria nel 1802 e, poiché la diocesi di Vence era stata soppressa con il concordato del 1801, accettò di dimettersi dall'ufficio di vescovo di quella sede e si stabilì a Parigi.
Dopo aver spinto Claude de Bexon, vescovo di Namur, a dimettersi, il 3 febbraio 1804 Napoleone Bonaparte, primo console di Francia, nominò al suo posto Pisani de La Gaude: la nomina fu confermata da papa Pio VII con bolla del 28 maggio 1804.
Come vescovo di Namur, Pisani de La Gaude si impegnò nella ricostruzione e riorganizzazione della vita ecclesiastica: istituì nuove parrocchie; invitò Giulia Billiart a stabilirsi in diocesi e nel 1809 approvò le sue Suore di Nostra Signora, che stabilirono la loro sede centrale proprio a Namur.
Fu nominato barone dell'Impero. Morì a Namur il 23 febbraio 1826.